# 吉富英治
吉富 英治（よしとみ えいじ、1955年 - ）は、日本の男性俳優、声優。福島県白河市出身。プロダクション・タンク所属。

## 来歴
慶應義塾大学法学部卒。劇団シェイクスピア・シアターに約10年間在籍。

## 人物
方言は福島弁。
特技は登山（トレッキング）、日本舞踊（10年間 佳卓流）、英会話（日常会話程度）。資格は普通自動車免許、大型自動二輪免許。
「マペットシリーズ」では北村弘一の2005年に降板後からウォルドーフ役の専属声優（ブエナ・ビスタ版）となっている。また、1998年までは槐柳二、2012年までは伊井篤史の後を継いで専属声優になった。

## 出演

### テレビアニメ
2018年
- バジリスク 〜桜花忍法帖〜（客、僧、老年の家来、重臣）

2019年
- かつて神だった獣たちへ（将軍）
- パズドラ（守衛）
- GRANBLUE FANTASY The Animation Season 2（審判）

2021年
- セスタス -The Roman Fighter-（ヴァレンス）
- ルパン三世 PART6（2021年 - 2022年、守衛、住人B、ボン）
- takt op.Destiny（老人客）

2022年
- ニンジャラ（村人）
- キングダム（いにしえの大王の声）
- 咲う アルスノトリア すんっ!（執事）

2023年
- 名探偵コナン（大竹実）
- ゾン100〜ゾンビになるまでにしたい100のこと〜（避難民G老人、避難民）
- 呪術廻戦 懐玉・玉折/渋谷事変（総監部）

2024年
- 烏は主を選ばない（哨月楼の楼主）
- 夏目友人帳 漆（雨沢）

2025年
- 異修羅（村長）
- 謎解きはディナーのあとで（警視正）

### 劇場アニメ
- バースデー・ワンダーランド（2019年）
- Gのレコンギスタ II ベルリ 撃進（2020年）
- 機動戦士ガンダム 閃光のハサウェイ（2021年、マクガバン大臣）
- サイダーのように言葉が湧き上がる（2021年）
- フラ・フラダンス（2021年、タクシー運転手）
- 劇場版 呪術廻戦 0（2021年、総監部）
- SAND LAND（2023年、ドクター・ポセ）
- 北極百貨店のコンシェルジュさん（2023年、丸木[8]）

### Webアニメ
- SAND LAND: THE SERIES（2024年、ドクター・ポセ）

### ゲーム
- 夢職人と忘れじの黒い妖精（2022年、チトセ[9]）
- 呪術廻戦 戦華双乱（2024年）
- SAND LAND（2024年、ポセ[10]）

### 吹き替え

#### 映画（吹き替え）
- アイガー北壁（トニーの祖父〈ヨハネス・サンハイザー〉）
- アウトロー・キング スコットランドの英雄
- ANON アノン（チャールズ・ガッティス〈コルム・フィオール〉）
- 安市城 グレート・バトル
- エクソシスト3（学長〈リー・リチャードソン〉）※Netflix版
- オッペンハイマー（マグヌソン議長〈グレゴリー・ジュバラ〉[11]）
- ガラスの城の約束
- グリーンブック（ニコラ〈ロドルフォ・ヴァレロンガ〉）
- ザ・クリエイター/創造者（老僧[12]）
- シカゴ7裁判
- ジョーカー
- 真相 偽りの重み
- スピード・スクワッド ひき逃げ専門捜査班
- TENET テネット
- バック・トゥ・ザ・フューチャー PART3（酒場の老人#1）※BSジャパン版
- ファーゴ
- ファンタスティック4:ファースト・ステップ[13]
- ブルー・ダイヤモンド（ポロジン）
- マペットのホーンテッドマンション（ウォルドーフ）
- マペットの夢みるハリウッド（ウォルドーフ）※Disney+版
- マレフィセント2
- モーリス ※ムービープラス版
- LION/ライオン 〜25年目のただいま〜（ジョン・ブライアリー〈デビッド・ウェナム〉）
- ライ麦畑で出会ったら
- ラスト・フル・メジャー 知られざる英雄の真実（トム・タリー〈ウィリアム・ハート〉[14]）
- ルイの9番目の人生（ナハラ〈アレックス・ザハラ〉）
- レジェンド・オブ・ドラゴン 鉄仮面と龍の秘宝
- ローマの休日（ヒッチコック[15]）※日本テレビ版2

#### ドラマ
- 今、私たちの学校は…
- インスティンクト -異常犯罪捜査-
- エレメンタリー7 ホームズ&ワトソン in NY ザ・ファイナル
- 青い海の伝説（イルジュン）
- キャシアン・アンドー（ウラフ〈クリストファー・フェアバンク〉）
- クイーンズ・ギャンビット
- グッド・ワイフ
- 刑事フォイル
- ザ・マペッツ・メイヘム（ウォルドーフ）
- シー・ハルク:ザ・アトーニー
- 高い城の男
- テイルズ・オブ・ザ・シティ
- BELOW THE SURFACE深層の8日間
- ベルリン ER（オラフ）
- MACGYVER/マクガイバー
- マルプラクティス〜陰謀の処方箋〜（マイク・ウィレット〈トリスタン・スターロック〉[16]）
- 浪漫ドクター キム・サブ（ヨ院長）

#### アニメ
- パラダイス警察（ホプソン）
- ザ・シンプソンズ
- マペット・ベビー（ウォルドーフ、サンタクロース）
- 烈火澆愁（黄局長 / ホアン）
- ロック・ドッグ（フリートウッド）

### テレビドラマ
- 西村京太郎スペシャル
- 五年目のひとり（2016年、方言指導）
- リバース（2017年）
- 釣りバカ日誌 Season2〜新米社員 浜崎伝助〜（2017年）

### テレビ番組
- ガッテン!

### 映画
- おとうふ（2009年）
- パンケーキを毒見する（2021年）

### 舞台
- から騒ぎ（ボイエット）
- じゃじゃ馬馴らし（領主、バプティスタ）
- 十二夜（フェービアン）
- 夏の夜の夢
- ノイゼスオフ（セルスドン）
- ヘンリー四世（サイレンス）」
- マクベス（ロスの領主）
- 間違いの喜劇（アンジェロ）
- リチャード三世（スタンリー卿）

### 朗読
- クリスマス・キャロル（朗読劇）
- 小人のチョップス氏
- 心象風景
- 月あかり
- ドクター・マリゴールド
- ひいらぎ旅館のブーツ
- 復活
- 幼年時代
- たんぽぽ